# Tratado de Adrianópolis

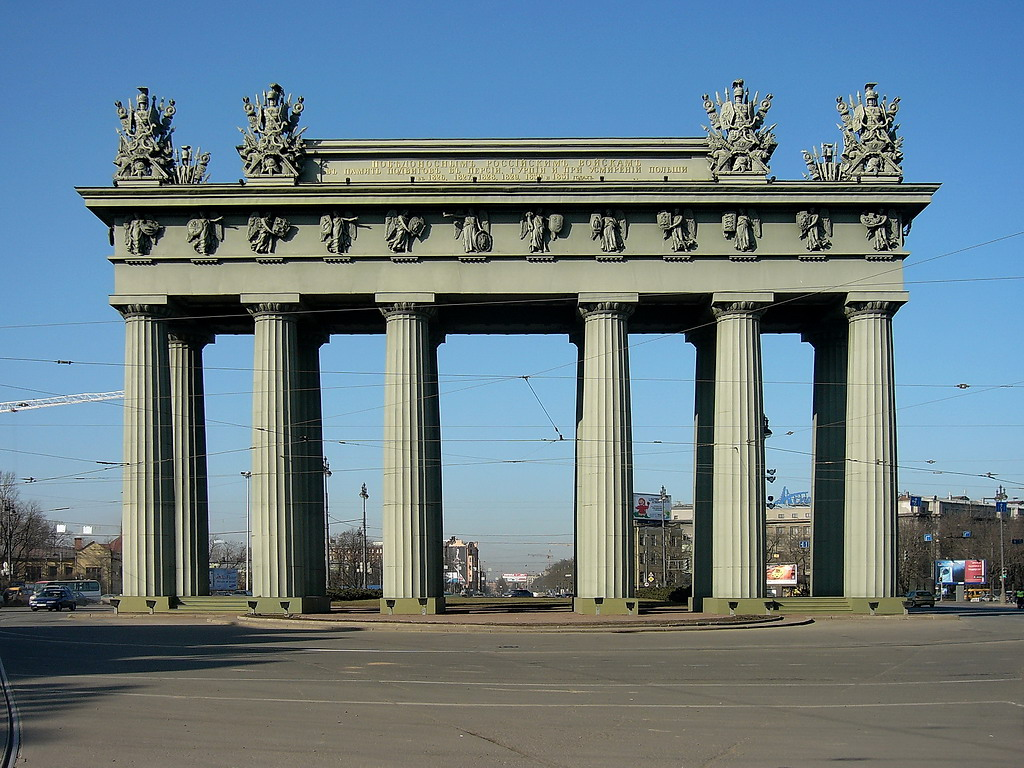
Arco de Triunfo de Moscú, 1834.

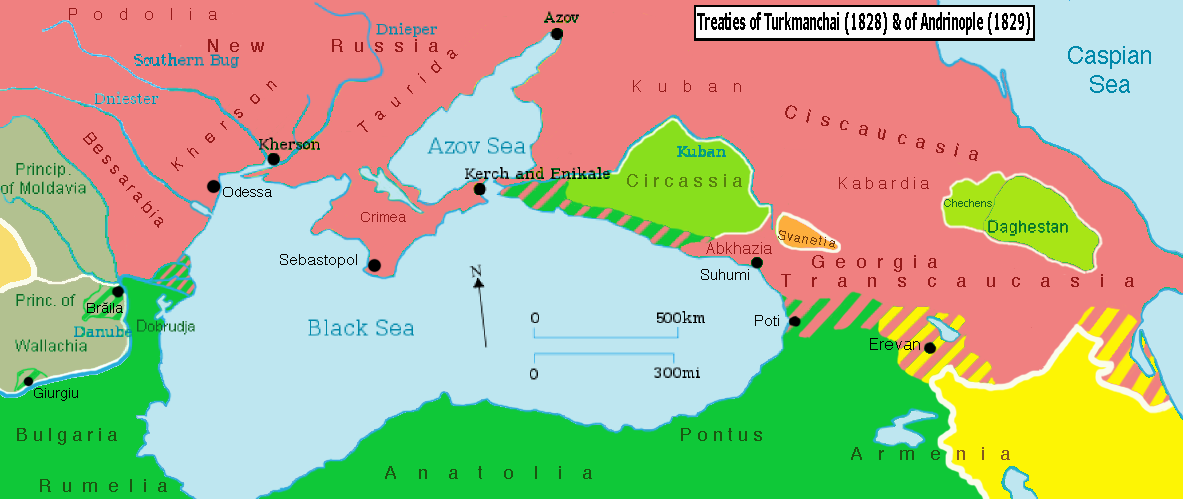
Cambios territoriales al Tratado de Adrianópolis

El Tratado de Edirne o Adrianópolis (14 de septiembre de 1829) fue un acuerdo de paz por el cual se ponía fin a la guerra ruso-turca de 1828-1829 entre el Imperio ruso y el Imperio otomano, en la cual Rusia había conseguido importantes victorias en el Cáucaso y los Balcanes.
El conflicto se originó por la intervención de Rusia, el Reino Unido de Gran Bretaña e Irlanda y Francia en la Guerra de independencia de Grecia, y la cláusula principal del tratado concedía a Grecia la independencia total frente al Imperio otomano. En otras cláusulas se obligaba a los otomanos a ceder a Rusia las islas situadas en la desembocadura del Danubio, la franja caucásica de la costa del mar Negro (Anapa y Poti) y a permitirle utilizar el paso del estrecho de los Dardanelos. Asimismo, el Imperio otomano reconoció la soberanía de Rusia sobre Georgia e Imericia, la autonomía de Serbia y la autonomía del Principado de Moldavia y del Principado de Valaquia (garantizando su prosperidad, y la plena "libertad de comercio") bajo la supervisión de Rusia.
Este tratado supuso un paso más en el declive del Imperio otomano, que había alcanzado su máxima extensión en 1683, cuando sus fronteras llegaron hasta las puertas de Viena.